# Icons of Evil
Icons of Evil es el sexto álbum de estudio de Vital Remains. Fue lanzado en abril de 2007. La canción "Where is Your God Now" es un sample tomado de la película La Pasión de Cristo de Mel Gibson.

## Lista de canciones
1. "Where is Your God Now" - 1:54
2. "Icons of Evil" - 7:35
3. "Scorned" - 8:42
4. "Born to Rape the World" - 8:11
5. "Reborn... the Upheaval of Nihility" - 7:43
6. "Hammer Down the Nails" - 6:12
7. "Shrapnel Embedded Flesh" - 6:48
8. "'Till Death" - 9:14
9. "In Infamy" - 6:17
10. "Disciples of Hell" (Yngwie Malmsteen Cover) - 4:54

## Créditos
- Glen Benton - Voces
- Tony Lazaro - Guitarra rítmica y bajo
- Dave Suzuki - Batería y guitarra líder

- Datos: Q5663573